# Karl Schöchlin
Karl Schöchlin   (valor desconegut, 13 de juny de 1894 - valor desconegut, 7 de novembre de 1974) fou un remer suís que va competir durant les dècades de 1920 i 1930.
El 1928 va prendre part en els Jocs Olímpics d'Amsterdam, on disputà la prova del dos amb timoner del programa de rem. Formant equip amb el seu germà Hans Schöchlin i Hans Bourquin guanyà la medalla d'or.
En el seu palmarès també destaquen nou medalles al Campionat d'Europa de rem, dues d'or, sis de plata i una de bronze, entre 1920 i 1931.